# توم هانسون
توم هانسون هو مصور أخبار ومصور كندي، ولد في 1 مايو 1967، وتوفي في 10 مارس 2009 بسبب نوبة قلبية.